# Proculus goryi
Proculus goryi is een keversoort uit de familie Passalidae. De wetenschappelijke naam van de soort is voor het eerst geldig gepubliceerd in 1833 door Melly.